# Podkolan

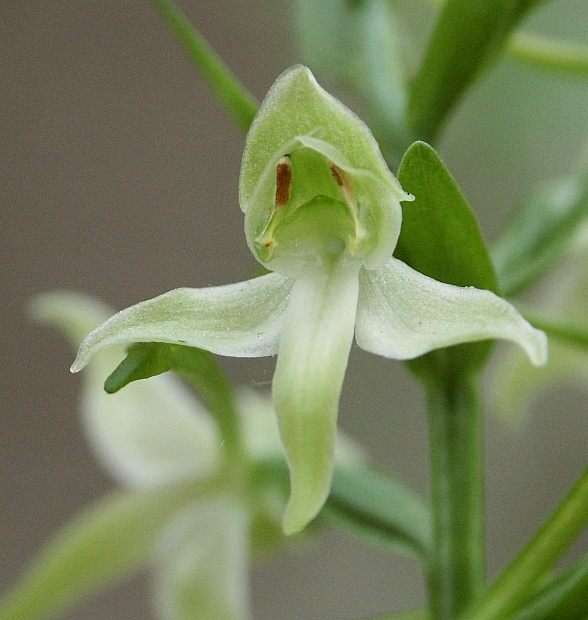
Kwiat podkolana zielonawego

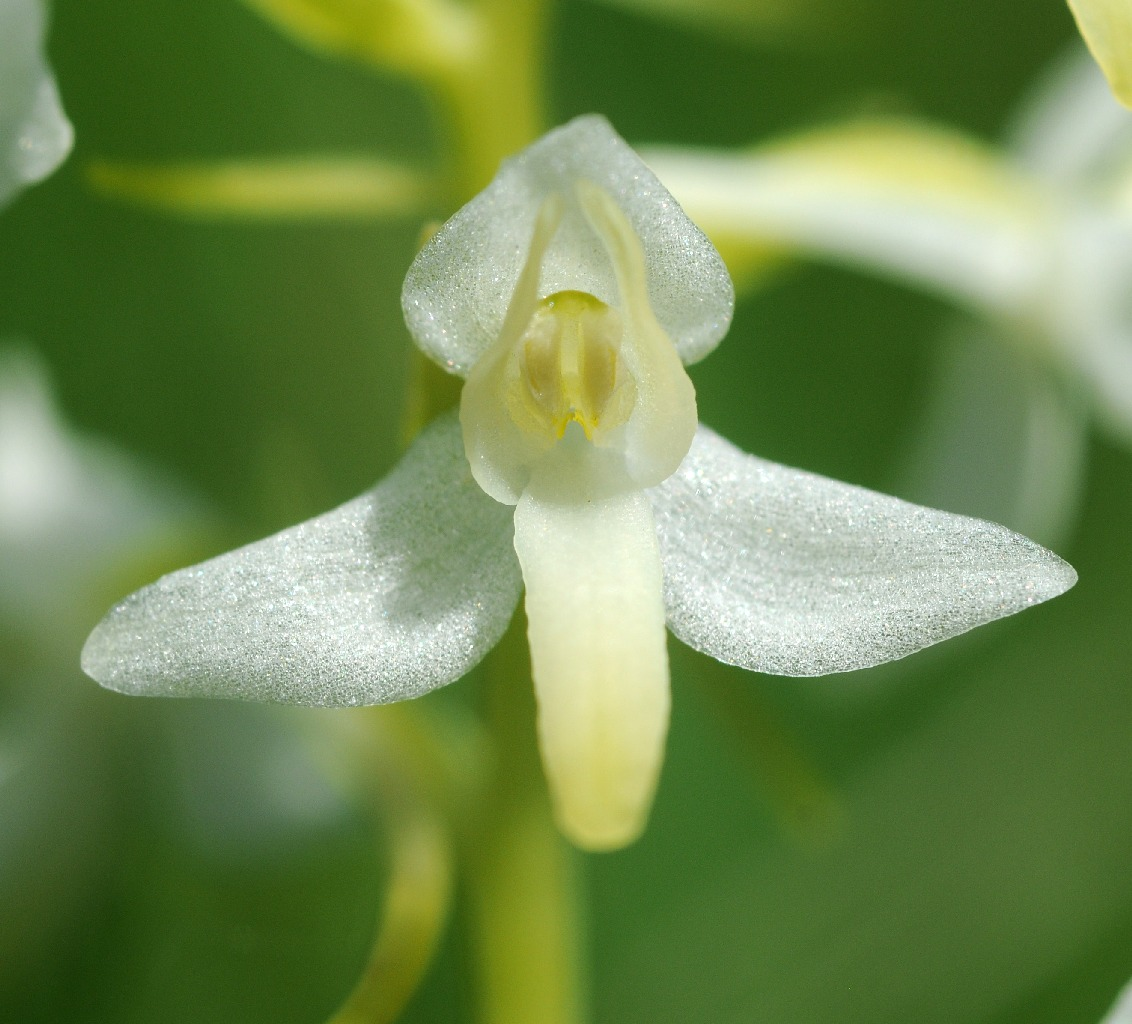
Kwiat podkolana białego

Podkolan (Platanthera Rich.) – rodzaj roślin z rodziny storczykowatych (Orchidaceae). Należą do niego 144 gatunki, w szerszych ujęciach ok. 200. Rośliny te występują od północno-zachodniej Afryki i Europy, poprzez umiarkowaną Azję po południowo-wschodnią jej część, gdzie rosnąc na obszarach górskich zasięg kilku gatunków sięga Archipelagu Malajskiego i Nowej Gwinei. 31 gatunki rosną także w Ameryce Północnej, nieliczne gatunki sięgają do Ameryki Centralnej. W Europie rośnie 5 gatunków, z czego w Polsce występują dwa – podkolan biały P. bifolia i podkolan zielonawy P. chlorantha.
Podkolany są storczykami naziemnymi, rosnącymi w różnych siedliskach – w lasach (od tropikalnych po tajgę), na łąkach, torfowiskach i w tundrze.

## Morfologia

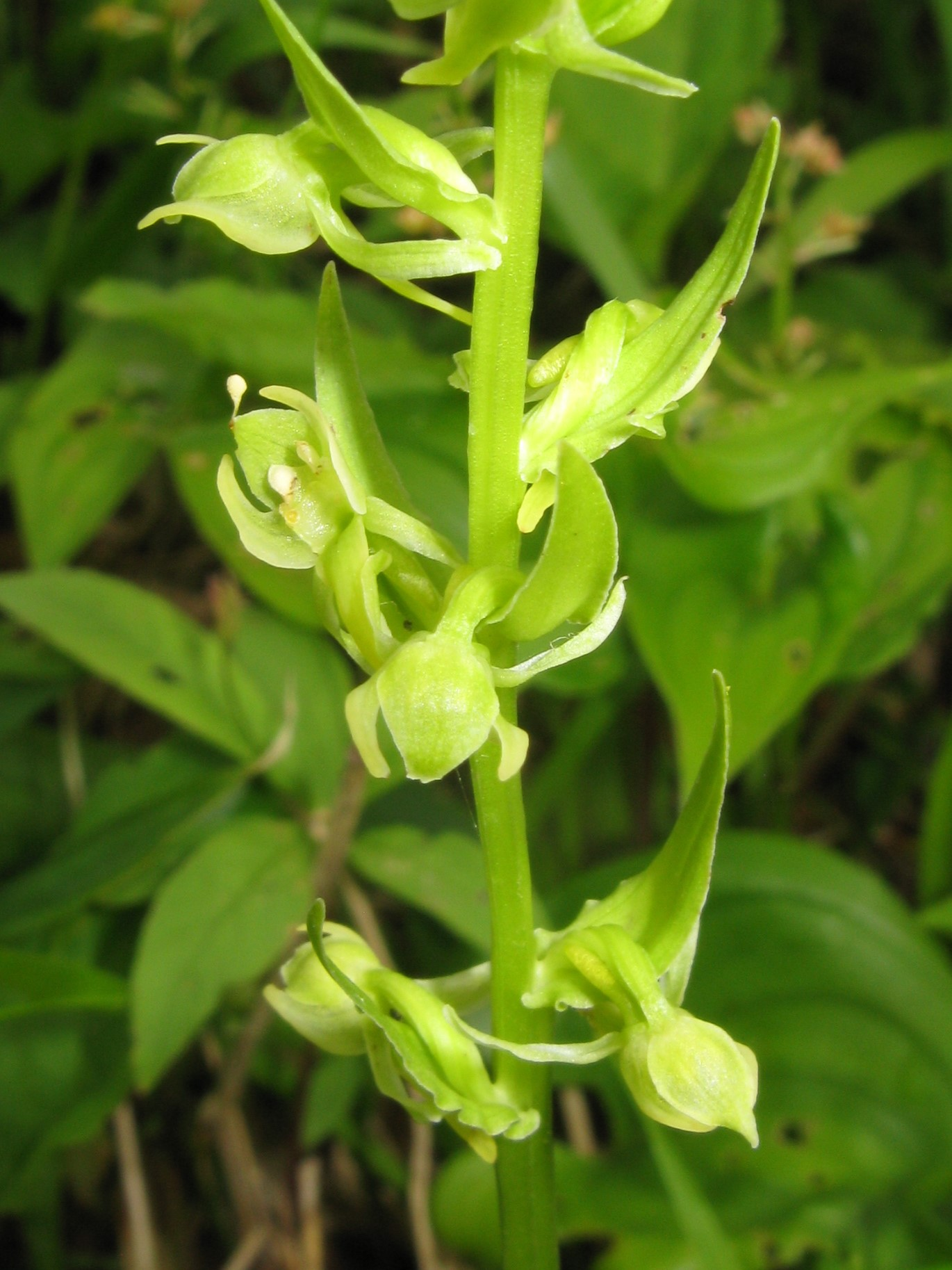
Platanthera takedae

PokrójDrobne lub średniej wielkości byliny o pojedynczej łodydze wzniesionej prosto lub podnoszącej się, okrągłej na przekroju, bezlistnej lub ulistnionej. Pod ziemią z cienkim kłączem lub bulwami korzeniowymi kształtu wrzecionowatego lub jajowatego.
LiścieSkupione w rozecie przyziemnej lub skrętolegle rozmieszczone wzdłuż łodygi. Eliptyczne do równowąskolancetowatych, pochwiastą nasadą obejmujące łodygę.
KwiatyZebrane są w szczytowe, luźne lub gęste grona, czasem u dołu wsparte liściopodobną podsadką. Przysadki wspierające poszczególne kwiaty są zielone, lancetowate. Kwiaty są odwrócone (szypułka z zalążnią jest skręcona). Okwiat różnej barwy – zielonkawy, biały, żółty, pomarańczowy lub różowy. Listki zewnętrznego okółka zwykle szersze od wewnętrznego, środkowy z nich często kapturkowaty. Warżka rozpostarta lub zwieszona, całobrzega lub z drobnymi łatkami bocznymi u nasady albo też w różnym stopniu frędzlowata wzdłuż brzegu. Ostroga zwykle długa i wąska, rzadziej krótka i stożkowata. Prętosłup krótki i tęgi, z parą prątniczków u nasady pręcika, pyłkowiny dwie.
OwoceWzniesione torebki.

## Systematyka
Pozycja systematyczna

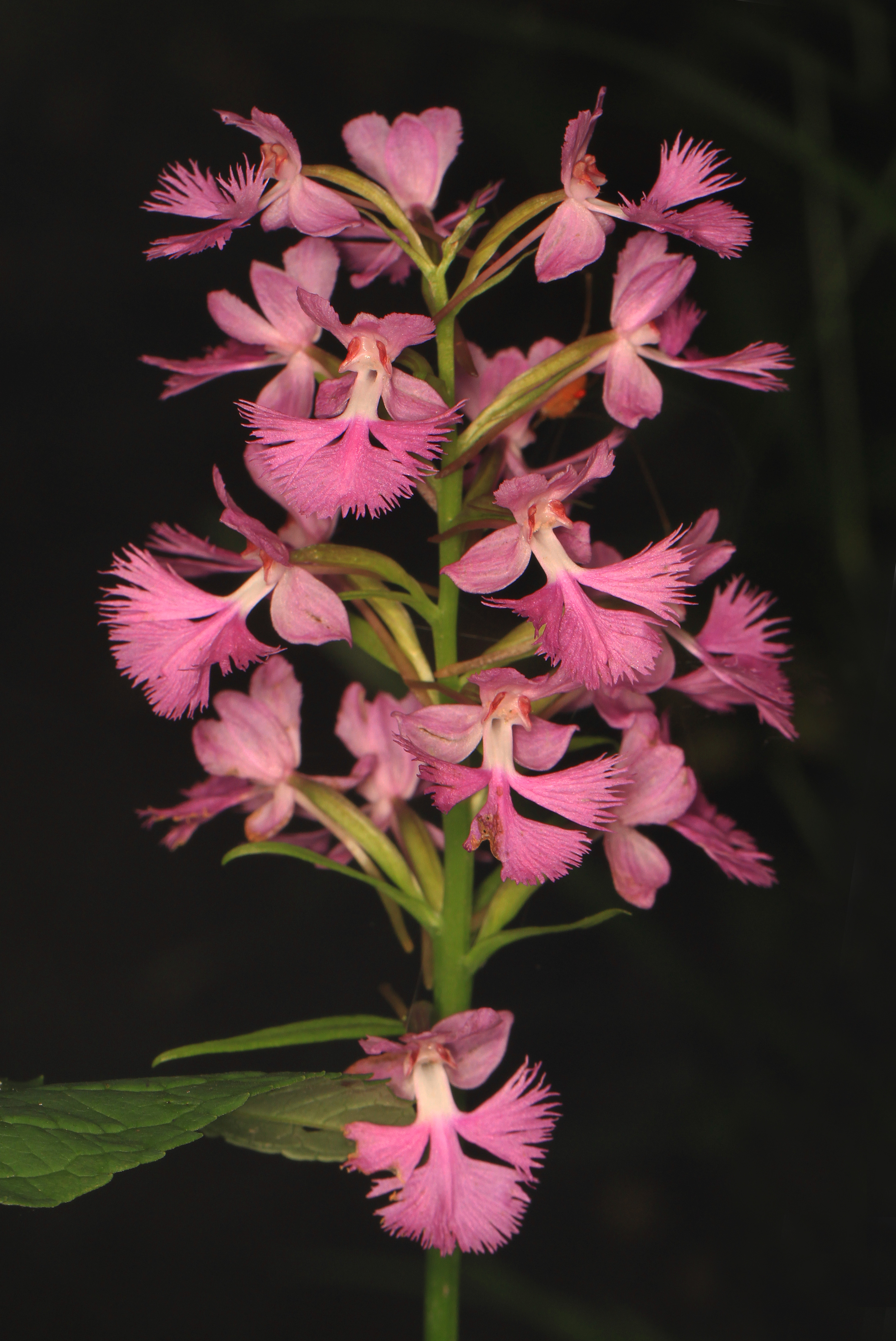
Plantathera grandiflora

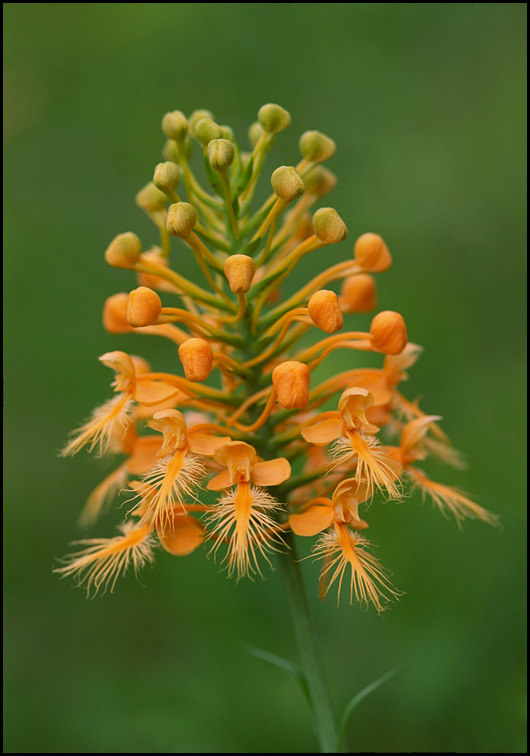
Platanthera ciliaris

Rodzaj sklasyfikowany do podplemienia Orchidinae w plemieniu Orchideae, podrodzina storczykowe (Orchidoideae), rodzina storczykowate (Orchidaceae), rząd szparagowce (Asparagales) w obrębie roślin jednoliściennych.
Wykaz gatunków
- Platanthera albomarginata Kraenzl.
- Platanthera algeriensis Batt. & Trab.
- Platanthera amabilis Koidz.
- Platanthera anatina Ormerod
- Platanthera angustata (Blume) Lindl.
- Platanthera angustilabris Seidenf.
- Platanthera aquilonis Sheviak
- Platanthera azorica Schltr.
- Platanthera bakeriana (King & Pantl.) Kraenzl.
- Platanthera bhutanica K.Inoue
- Platanthera bifolia (L.) Rich. – podkolan biały
- Platanthera blephariglottis (Willd.) Lindl.
- Platanthera blumei Lindl.
- Platanthera boninensis Koidz.
- Platanthera borneensis (Ridl.) J.J.Wood
- Platanthera brevicalcarata Hayata
- Platanthera brevifolia (Greene) Senghas
- Platanthera calceoliformis (W.W.Sm.) X.H.Jin, Schuit. & W.T.Jin
- Platanthera calderoniae López-Ferr. & Espejo
- Platanthera carnosilabris (Tang & F.T.Wang) X.H.Jin, Schuit. & W.T.Jin
- Platanthera chapmanii (Small) Luer
- Platanthera chlorantha (Custer) Rchb. – podkolan zielonawy
- Platanthera chorisiana (Cham.) Rchb.f.
- Platanthera ciliaris (L.) Lindl.
- Platanthera clavellata (Michx.) Luer
- Platanthera colemanii (Rand.Morgan & Glic.) R.M.Bateman
- Platanthera concinna (Hook.f.) Kraenzl.
- Platanthera contigua Tang & F.T.Wang
- Platanthera convallariifolia (Fisch. ex Lindl.) Lindl.
- Platanthera cooperi (S.Watson) R.M.Bateman
- Platanthera cristata (Michx.) Lindl.
- Platanthera deflexilabella K.Y.Lang
- Platanthera densa Freyn
- Platanthera devolii (T.P.Lin & T.W.Hu) T.P.Lin & K.Inoue
- Platanthera dilatata (Pursh) Lindl. ex L.C.Beck
- Platanthera dulongensis X.H.Jin & Efimov
- Platanthera elegans Lindl.
- Platanthera elliptica J.J.Sm.
- Platanthera elmeri (Ames) Schltr.
- Platanthera elongata (Rydb.) R.M.Bateman
- Platanthera ephemerantha R.M.Bateman
- Platanthera epiphytica Aver. & Efimov
- Platanthera finetiana Schltr.
- Platanthera flava (L.) Lindl.
- Platanthera florentii Franch. & Sav.
- Platanthera formosana (T.P.Lin & K.Inoue) Efimov
- Platanthera fujianensis B.H.Chen & X.H.Jin
- Platanthera fuscescens (L.) Kraenzl.
- Platanthera gonggana (Ormerod) Efimov
- Platanthera grandiflora (Bigelow) Lindl.
- Platanthera guangdongensis Y.F.Li, L.F.Wu & L.J.Chen
- Platanthera hachijoensis Honda
- Platanthera halconensis (Ames) Schltr.
- Platanthera handel-mazzettii K.Inoue
- Platanthera holmboei H.Lindb.
- Platanthera hologlottis Maxim.
- Platanthera hondoensis (Ohwi) K.Inoue
- Platanthera hookeri (Torr.) Lindl.
- Platanthera huronensis Lindl.
- Platanthera hyperborea (L.) Lindl.
- Platanthera iinumae Makino
- Platanthera integra (Nutt.) A.Gray ex L.C.Beck
- Platanthera integrilabia (Correll) Luer
- Platanthera japonica (Thunb.) Lindl.
- Platanthera jiuwanshanensis Ying Qin & Yan Liu
- Platanthera kinabaluensis Kraenzl. ex Rolfe
- Platanthera klossii (Ridl.) Efimov
- Platanthera komarovii Schltr.
- Platanthera kwangsiensis K.Y.Lang
- Platanthera lacera (Michx.) G.Don
- Platanthera leptocaulon (Hook.f.) Soó
- Platanthera leptopetala (Rydb.) R.M.Bateman
- Platanthera leucophaea (Nutt.) Lindl.
- Platanthera linearifolia (Ohwi) Efimov
- Platanthera longibracteata Lindl.
- Platanthera longicalcarata Hayata
- Platanthera longifolia A.Rich. & Galeotti
- Platanthera mandarinorum Rchb.f.
- Platanthera maximowicziana Schltr.
- Platanthera mearnsii (Ames) Schltr.
- Platanthera metabifolia F.Maek.
- Platanthera michaelii (Greene) R.M.Bateman
- Platanthera micrantha (Hochst. ex Seub.) Schltr.
- Platanthera miniangustata Efimov
- Platanthera minor (Miq.) Rchb.f.
- Platanthera minutiflora Schltr.
- Platanthera muelleri A.Baum & H.Baum
- Platanthera nanlingensis X.H.Jin & W.T.Jin
- Platanthera nantousylvatica T.P.Lin
- Platanthera neglecta Schltr.
- Platanthera nematocaulon (Hook.f.) Kraenzl.
- Platanthera nipponica Makino
- Platanthera nivea (Nutt.) Luer
- Platanthera nubigena A.Rich. & Galeotti
- Platanthera obtusata (Banks ex Pursh) Lindl.
- Platanthera okuboi Makino
- Platanthera oligantha Turcz.
- Platanthera ophrydioides F.Schmidt
- Platanthera orbicularis (Hook.f.) X.H.Jin, Schuit. & Raskoti
- Platanthera orbiculata (Pursh) Lindl.
- Platanthera oreades Franch. & Sav.
- Platanthera oreophila Schltr.
- Platanthera ovatilabris X.H.Jin & Efimov
- Platanthera pachycaulon (Hook.f.) Soó
- Platanthera pachyglossa Hayata
- Platanthera pallida P.M.Br.
- Platanthera papuana Schltr.
- Platanthera peichatieniana S.S.Ying
- Platanthera peramoena A.Gray
- Platanthera pollostantha R.M.Bateman & M.Moura
- Platanthera praeclara Sheviak & M.L.Bowles
- Platanthera psycodes (L.) Lindl.
- Platanthera purpurascens (Rydb.) Sheviak & W.F.Jenn.
- Platanthera quadricalcarata T.P.Lin
- Platanthera replicata (A.Rich.) Ackerman
- Platanthera roseotincta (W.W.Sm.) Tang & F.T.Wang
- Platanthera sachalinensis F.Schmidt
- Platanthera saprophytica J.J.Sm.
- Platanthera shriveri P.M.Br.
- Platanthera sikkimensis (Hook.f.) Kraenzl.
- Platanthera sonoharae Masam.
- Platanthera sparsiflora (S.Watson) Schltr.
- Platanthera stapfii Kraenzl. ex Rolfe
- Platanthera stenantha (Hook.f.) Soó
- Platanthera stenochila X.H.Jin, Schuit., Raskoti & L.Q.Huang
- Platanthera stenoglossa Hayata
- Platanthera stricta Lindl.
- Platanthera superantha (J.J.Wood) X.H.Jin, Schuit., Raskoti & Lu Q.Huang
- Platanthera taiwanensis (S.S.Ying) S.C.Chen, S.W.Gale & P.J.Cribb
- Platanthera takedae Makino
- Platanthera tescamnis Sheviak & W.F.Jenn.
- Platanthera tipuloides (L.f.) Lindl.
- Platanthera transversa (Suksd.) R.M.Bateman
- Platanthera unalascensis (Spreng.) Kurtz
- Platanthera uniformis Tang & F.T.Wang
- Platanthera urceolata (C.B.Clarke) R.M.Bateman
- Platanthera ussuriensis (Regel) Maxim.
- Platanthera valkenburgii S.Nowak, Efimov, Szlach. & Kolan.
- Platanthera whangshanensis (S.S.Chien) Efimov
- Platanthera yadongensis X.H.Jin & W.T.Jin
- Platanthera yadonii (Rand.Morgan & Ackerman) R.M.Bateman
- Platanthera yosemitensis Colwell, Sheviak & P.E.Moore
- Platanthera zijinensis Q.L.Ye, Z.M.Zhong & Ming H.Li
- Platanthera zothecina (L.C.Higgins & S.L.Welsh) Kartesz & Gandhi

Wykaz hybryd
- Platanthera × andrewsii (M.White) Luer
- Platanthera × apalachicola P.M.Br. & S.L.Stewart
- Platanthera × beckneri P.M.Br.
- Platanthera × bicolor (Raf.) Luer
- Platanthera × canbyi (Ames) Luer
- Platanthera × channellii Folsom
- Platanthera × correllii W.J.Schrenk
- Platanthera × dulcis P.M.Br.
- Platanthera × enigma P.M.Br.
- Platanthera × estesii W.J.Schrenk
- Platanthera × hollandiae Catling & Brownell
- Platanthera × hybrida Brügger
- Platanthera × inouei Efimov
- Platanthera × lassenii W.J.Schrenk
- Platanthera × mixta Efimov
- Platanthera × ophryotipuloides  K.Inoue
- Platanthera × osceola P.M.Br. & S.L.Stewart
- Platanthera × reznicekii Catling, Brownell & G.Allen
- Platanthera × vossii F.W.Case